# Пьяццетта, Джакомо
Джакомо Пьяццетта (итал. Giacomo Piazzetta; ок. 1640, Педеробба — 4 февраля 1705, Венеция) — итальянский резчик по дереву и скульптор. Отец и первый учитель более известного Джованни Баттисты Пьяццетты.

## Биография
Семья Пьяццетты происходила из Педероббы, провинции Тревизо области Венето, северо-восточная Италия. О жизни Джакомо известно очень мало. Приблизительную дату рождения можно определить из свидетельства о смерти, в котором говорится, что ему было «около 64 лет». Его отца звали Доменико, а имя матери неизвестно.
Приехав в Венецию около 1665 года, вероятно, для работы в мастерской Санто Пьянта (отца более известного Франческо Пьянта Младшего), он поселился в приходе Сан-Феличе, где 20 мая 1677 года женился на Анджеле, умершей при родах в 1685 году. Тремя годами ранее родился Джованни Баттиста, которому суждено было стать одним из самых выдающихся художников восемнадцатого века; дочь Катерина в 1705 году вышла замуж за помощника мастера Франческо Бернардони. Именно ему, умирая в том же году, Джакомо оставил управление своей мастерской.
Джакомо Пьяццетта, также называемый «пальмоносным» (il palmifero), был в основном скульптором по дереву, хотя имеются немногие произведения, вырезанные им из мрамора. Наиболее известны его работы в Венеции: статуя Иоанна Крестителя в церкви Святых Апостолов (1698), гермы-кариатиды, статуя Девы Марии и бюсты из дерева в Зале архива Скуолы-деи-Кармини, десять моделей для деревянных теламонов доминиканской библиотеки базилики Санти-Джованни-э-Паоло и многое другое.

## Галерея

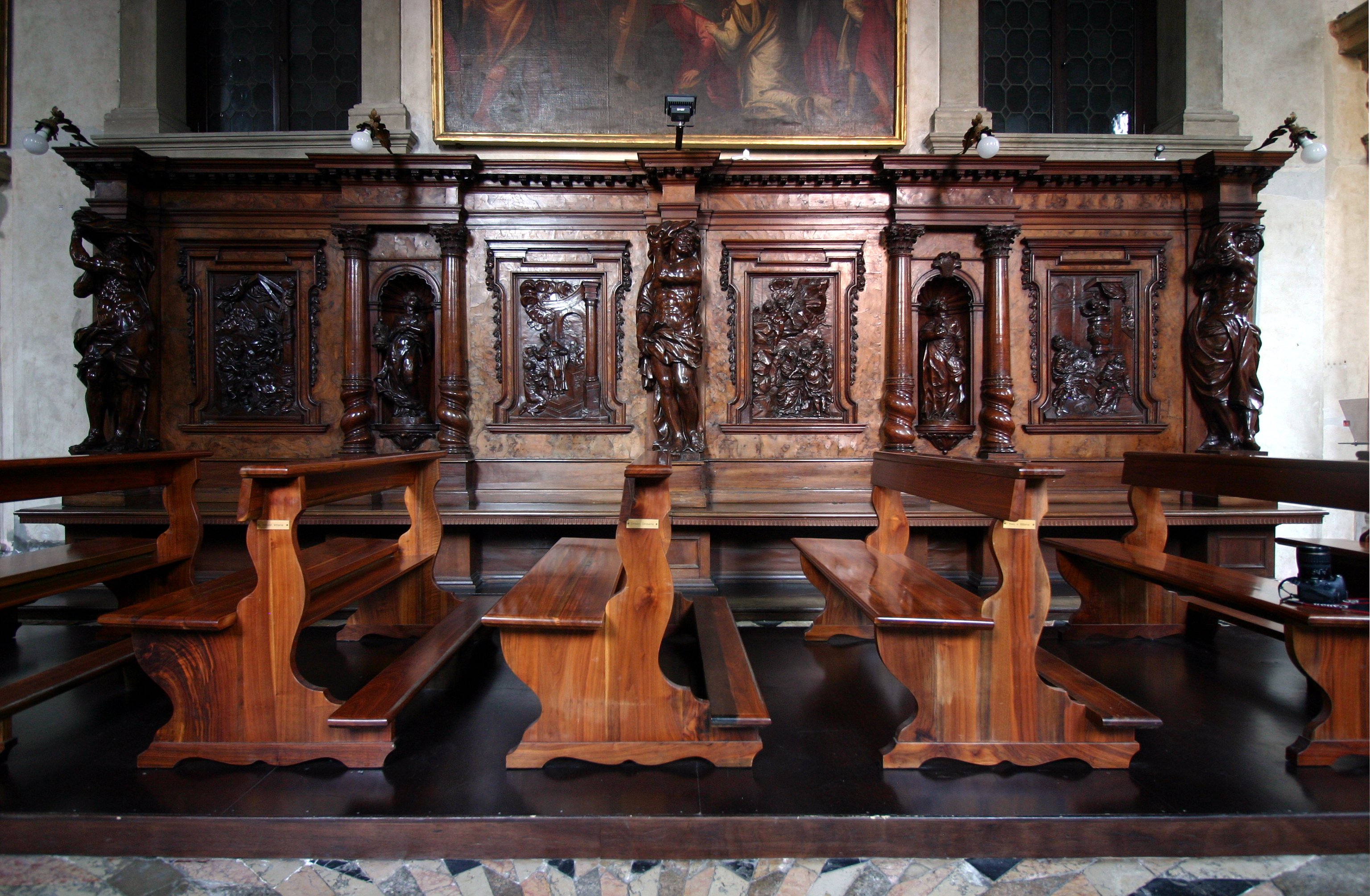
Капелла Святой Девы Марии Розария в базилике Санти-Джованни-э-Паоло, Венеция. 1698
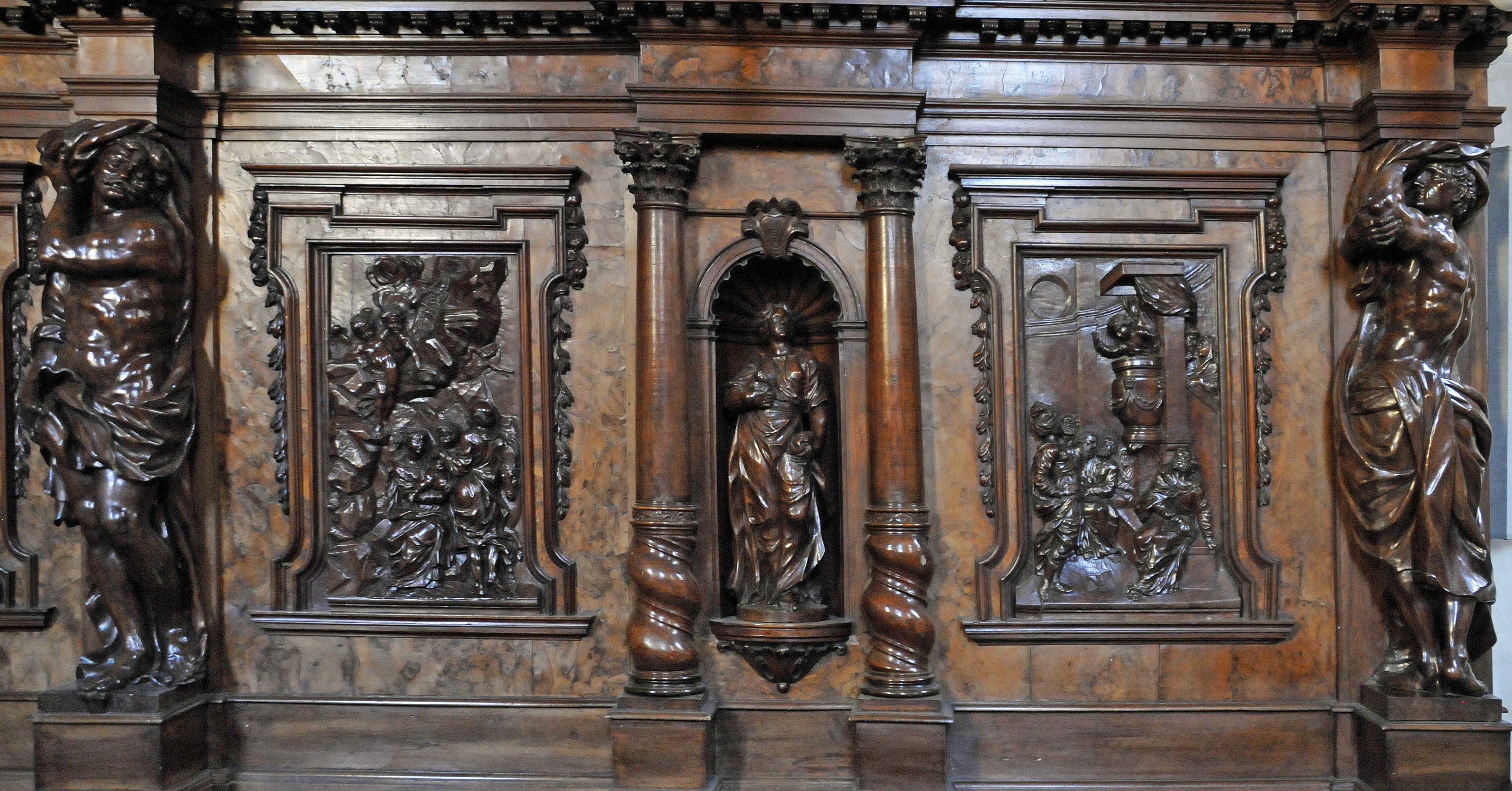
Деталь резных панелей
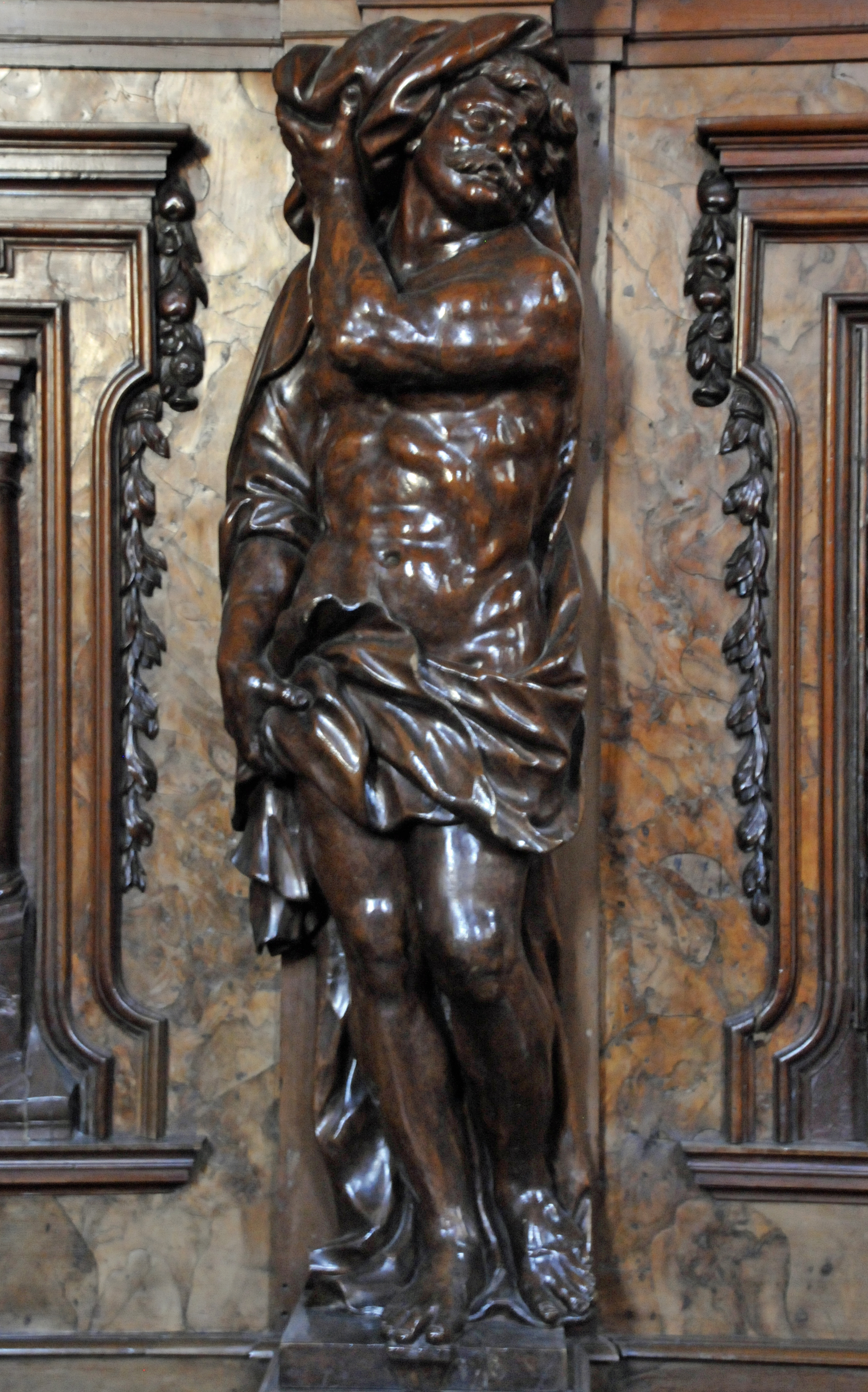
Теламон (атлант). Базилика Санти-Джованни-э-Паоло, Венеция. 1698
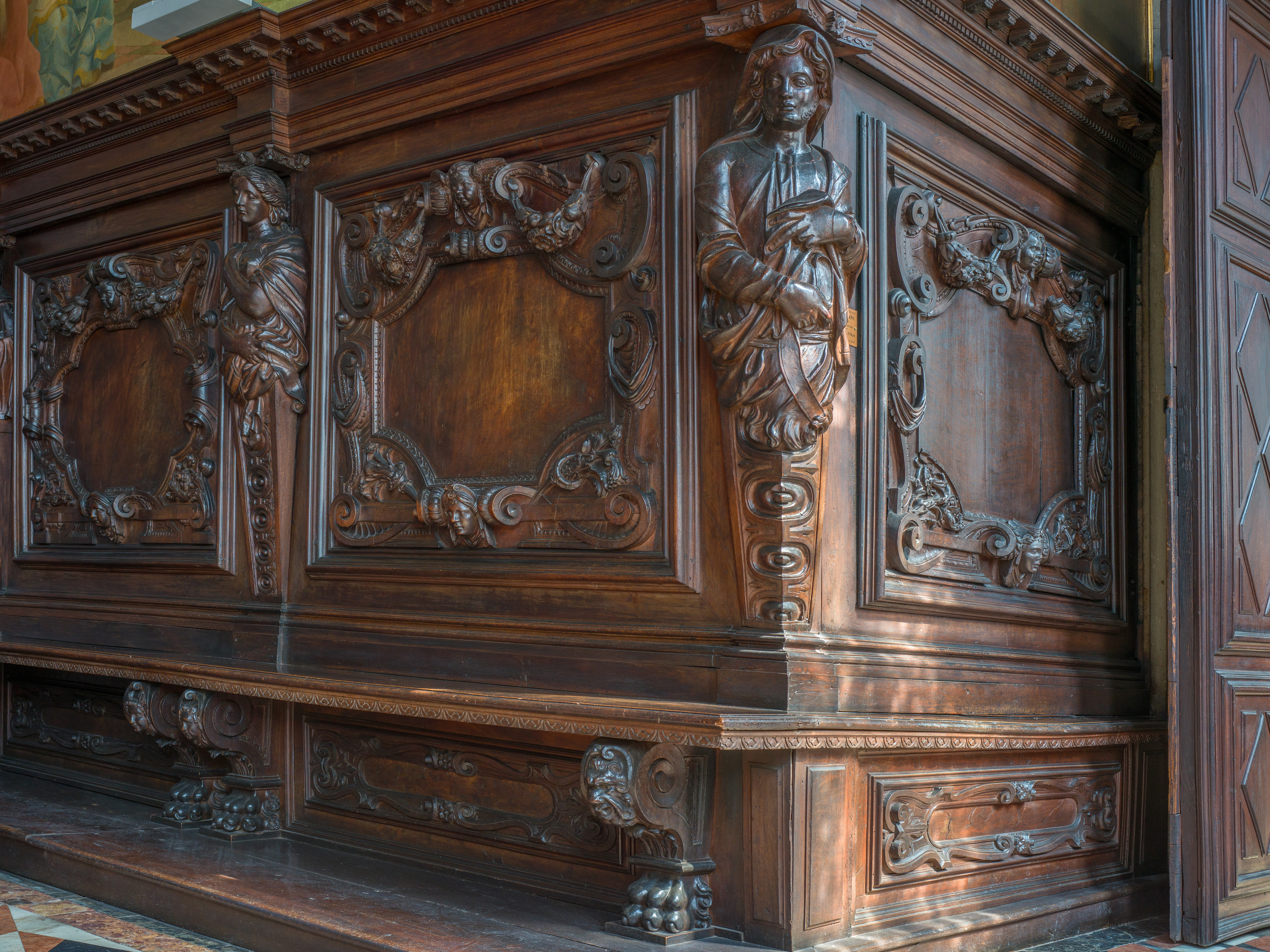
Скамьи хора Зала архива Скуолы-деи-Кармини, Венеция. 1749
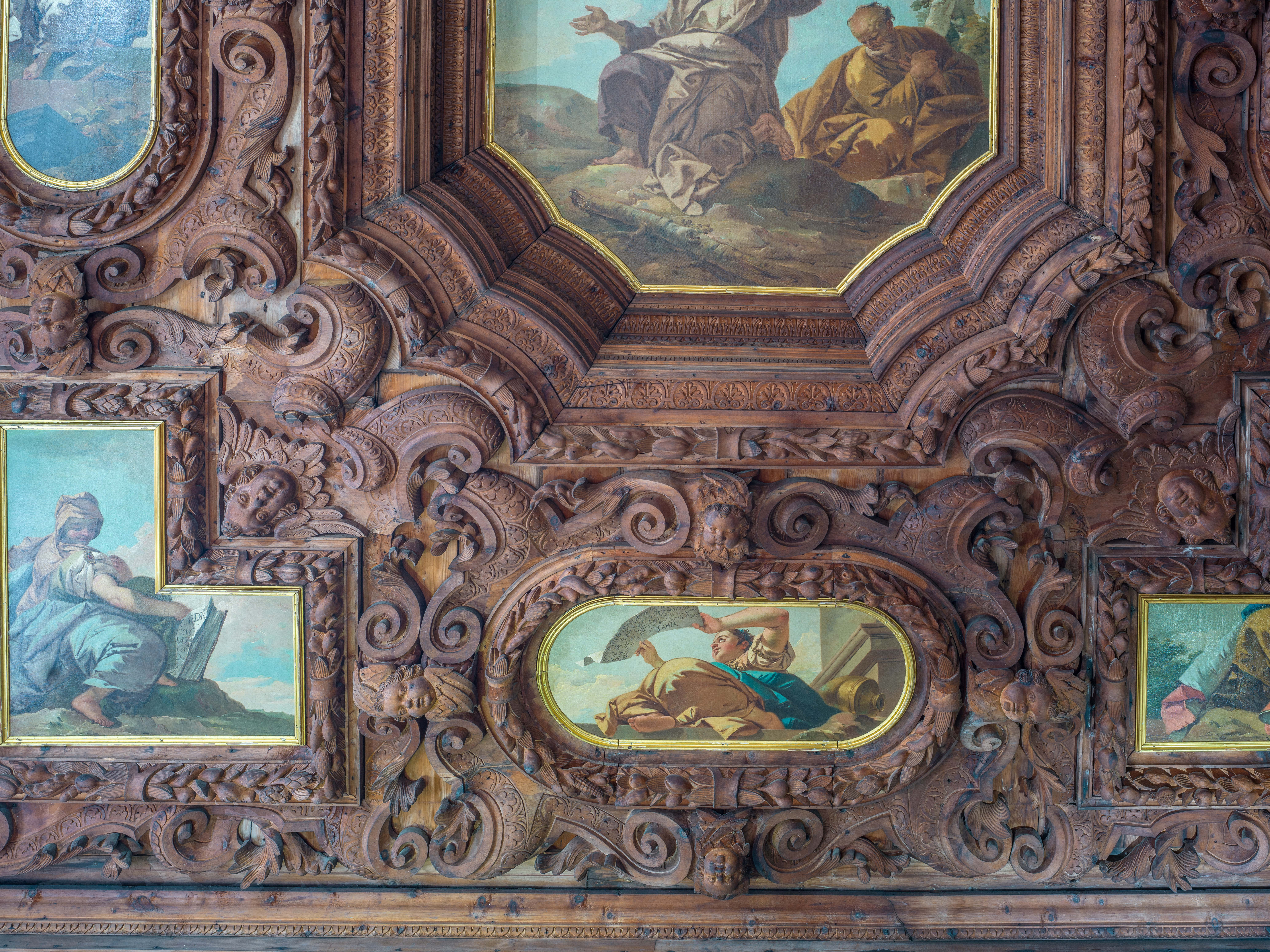
Деталь резного потолка Зала архива Скуолы-деи-Кармини, Венеция
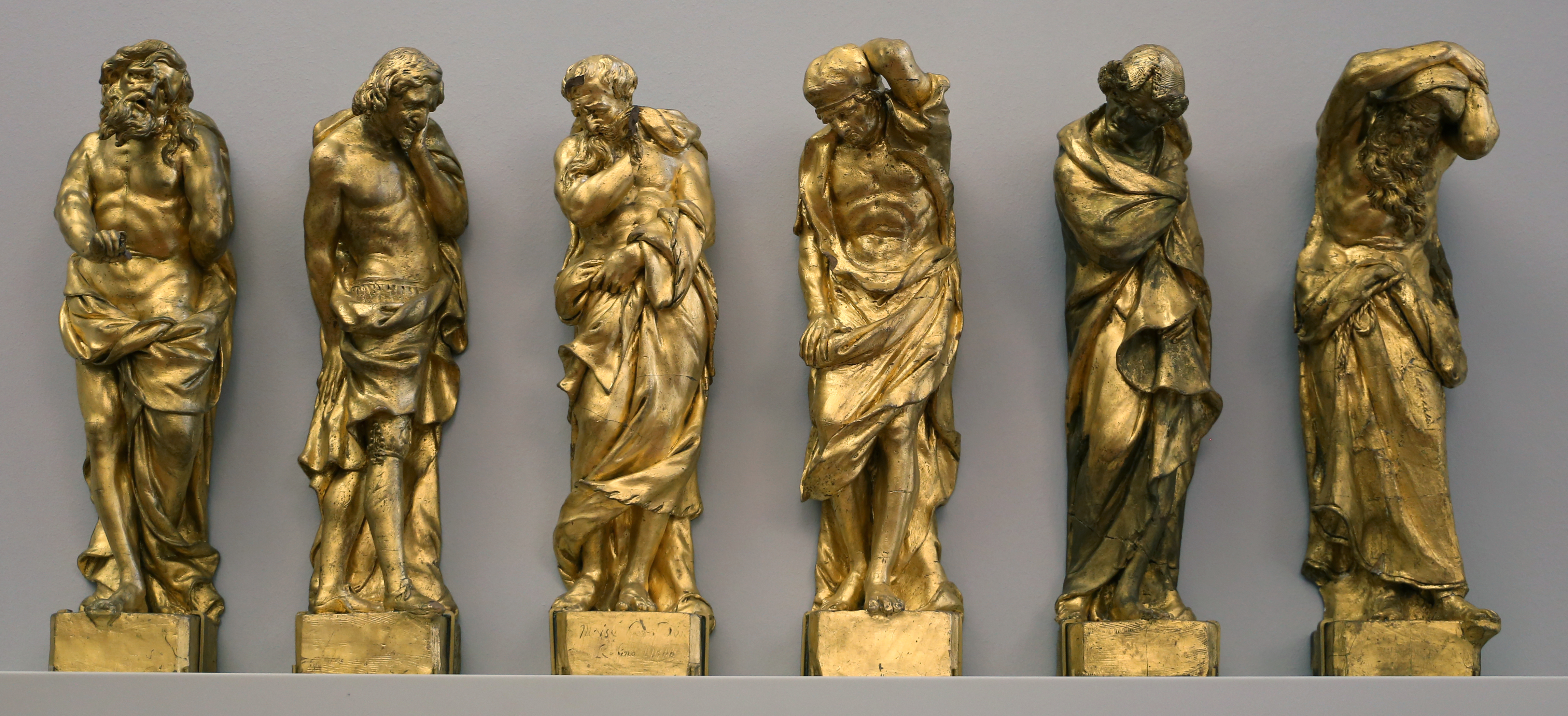
Модели теламонов (пленников) для библиотеки базилики Санти-Джованни-э-Паоло в Венеции. 1678—1681. Бронза (реплики). Музей Боде, Берлин